# Lumines II
Lumines II est la suite du jeu de puzzle Lumines. Le jeu est sorti en novembre 2006 en Europe et en Amérique du Nord, et en février 2007 au Japon.

## Système de jeu
Le gameplay de Lumines II est très similaire à son prédécesseur, Lumines. Le but du jeu est toujours à déplacer des blocs de quatre carrés de couleurs différentes à travers le plateau; en essayant de créer un seul carré de la même couleur. Tout cela doit être fait avant le temps imparti. La suppression de plus de quatre carrés ajoute un bonus multiplicateur pour votre score. (Se reporter à la section de gameplay de Lumines pour plus de détails).
Il n'y a pas de jeu dans l'infrastructure Lumines II. Le jeu est visuellement similaire à Lumines Live et le port PC de Lumines au cours des deux gameplay et dans les menus.

## Son
La bande-son de la musique de Lumines II a été composée par Takayuki Nakamura, elle a été publiée le 23 janvier 2008 et nommée L.II remixes. L'album a été publié par Nakamura Brainstorm, société de design sonore, et comprenait onze titres figurant dans le jeu. L'ingénieur sur le projet a été Kenzi Nagashima et le design a été fait par Katsumi Yokota. Nakamura a utilisé son expérience en tant que concepteur d'effets sonores, tels que les vagues déferlantes et horloges cochant une partie intégrante de la Lumines remixes albums.